# Fonds européen de développement
Pour les articles homonymes, voir FED.
Le Fonds européen de développement (FED) est l'instrument principal de l'aide communautaire à la coopération au développement aux pays ACP ainsi qu'aux pays et territoires d'outre-mer (PTOM). Au sein de la Commission européenne, c'est la Direction générale Développement et Relations avec les Etats d'Afrique, des Caraïbes et du Pacifique (DG DEV) qui en programme les ressources.

## Contexte historique du FED
Le traité de Rome de 1957 avait prévu sa création pour l'octroi d'une aide technique et financière, initialement aux pays africains toujours colonisés à cette époque et avec lesquels certains États ont eu des liens historiques. 

## Fonctionnement du FED
Bien que, à la suite de la demande du Parlement européen, un titre soit réservé pour le Fonds dans le budget communautaire depuis 1995, le FED ne fait pas encore partie du budget communautaire général. Il est financé par les États membres et est soumis à ses propres règles financières et est dirigé par un comité spécifique. L'aide octroyée aux Pays ACP et aux PTOM continuera à être financée par le biais du FED pour la période 2008-2013. 
Chaque FED est conclu pour une période d'environ cinq ans. Depuis la conclusion de la première convention de partenariat en 1964, les cycles des FED suivent, en général, ceux des accords ou conventions de partenariat :
- premier FED : 1959-1964 ;
- deuxième FED : 1964-1970 (convention de Yaoundé I) ;
- troisième FED : 1970-1975 (convention de Yaoundé II) ;
- quatrième FED : 1975-1980 (convention de Lomé I);
- cinquième FED : 1980-1985 (convention de Lomé II) ;
- sixième FED : 1985-1990 (convention de Lomé III) ;
- septième FED : 1990-1995 (convention de Lomé IV) ;
- huitième FED : 1995-2000 (convention de Lomé IV et sa révision IV bis) ;
- neuvième FED : 2000-2007 (accord de Cotonou) ;
- dixième FED : 2008-2013 (accord de Cotonou révisé) ;
- onzième FED : 2014-2020 (idem).

Le FED est composé de plusieurs instruments, notamment l'aide non remboursable, les capitaux à risque et prêts au secteur privé. Les instruments Stabex et Sysmin visant à aider respectivement les secteurs agricole et minier ont été supprimés par le nouvel accord de partenariat signé à Cotonou en juin 2000. Cet accord a aussi rationalisé les instruments du FED et a introduit un système de programmation glissante permettant plus de flexibilité et accordant une responsabilité plus importante aux États ACP.
L'aide au développement fournie par le FED s'inscrit dans un cadre européen plus large. Au sein de l'Union européenne, les fonds du budget général de la Communauté peuvent être employés pour certaines actions. En outre, tout en gérant une partie des ressources du FED (les prêts et capitaux à risque), la contribution des ressources propres de la Banque européenne d'investissement (BEI) s'élève à une somme de 1,7 milliard d'euros pour la période couverte par le neuvième FED.

### Le comité du FED
Le comité est composé de représentants des États membres et est présenté par un représentant de la Commission. Le comité, qui se réunit tous les mois, joue un rôle à deux niveaux : il examine la programmation de l'aide inscrite dans le cadre des stratégies pays et région, ainsi que leur révision à l'occasion des revues à mi et fin de parcours ; il adopte les propositions de financement de programmes et projets dont le montant est supérieur à 8 millions d'euros (examen par procédure écrite si le montant est compris entre 8 et 15 millions d'euros, par procédure orale si le montant est supérieur à 15 millions d'euros). Une procédure d'adoption suivant les règles de majorité qualifiée déterminée à partir des clefs de contribution au FED est prévue, mais les décisions sont dans les faits prises au consensus.

## 10eFED: 2008 – 2013
Le dixième fonds prévoit une enveloppe budgétaire de 22,682 milliards d'euros. De ce montant, 21,966 milliards d'euros sont alloués aux États ACP, 286 millions d'euros aux PTOM et 430 millions d'euros à la Commission au titre des dépenses d'appui liées à la programmation et à la mise en œuvre du FED. En particulier, le montant alloué aux ACP est reparti de la façon suivante : 17.766 millions d'euros au financement des programmes indicatifs nationaux et régionaux, 2700 millions d'euros au financement de la coopération intra-ACP et interrégionale, 1500 millions d'euros au financement de la facilité d'investissement. Une part plus importante du budget est consacrée aux programmes régionaux, soulignant ainsi l'importance que revêt l'intégration économique régionale pour le développement national et local auquel elle sert de cadre de base. La création de "montants d'incitation" pour chaque pays est une innovation du dixième FED. 
Les États membres ont leurs propres accords bilatéraux et mènent leurs propres initiatives avec les pays en voie de développement, qui ne sont pas financées via le Fonds européen de développement ou d'autres fonds communautaires.

## 11eFED: 2014 – 2020
Pour la période 2014 - 2020, le budget du fonds de développement est de 30,5 milliards d'euros.